# Ermina Odoardo
Ermina Odoardo   (Buenos Aires, 8 de juny de 1923) Ermina Luisa Odoardo Jähkel, arquitecta, va ser la primera dona a exercir arquitectura a Santiago de Cuba.

## Primers anys
Els seus pares, Rogelio Odoardo i Helen Jähkel, es van traslladar als Estats Units cinc mesos després del seu naixement. Després la família es va instal·lar a Cuba. El 1940 Ermina Odoardo va obtenir el títol de Batxiller en Lletres i Ciències. Entre 1940 i 1941 va estudiar arquitectura a la Universitat de l'Havana.
En la dècada del 40 es va establir a la ciutat de Santiago de Cuba. Al voltant de finals de la dècada del 60 i principis de la dècada del 70, es va traslladar al costat de la seva família a Miami.

## Trajectòria
Odoardo és la primera dona arquitecta a exercir a Santiago de Cuba, el seu registre professional en el Col·legi d'Arquitectes d'Orient és de 1948. Odoardo va fundar al costat del seu marit, l'arquitecte Ricardo Eguilior Perea, l'estudi Ermina Odoardo-Ricardo Eguilior, Arquitectes, a la ciutat de Santiago de Cuba. Durant les dècades dels anys 40 i 50 van projectar més de 50 edificis d'estil racionalista, principalment habitatges individuals. A més van executar naus industrials i edificis comercials. A mitjan anys 50 van fer l'ampliació i planificació de la urbanització Vista Alegre.
Entre els projectes que Odoardo va realitzar es poden esmentar el seu habitatge propi, situat al Carrer 19 cantonada amb Avinguda Cebreco, a Vista Alegre, i el projecte pel qual va obtenir el tercer premi en el concurs per al projecte del Palau Municipal, el 1951. La casa és projecte d`'Odoardo i constitueix un nou exemple del racionalisme, en combinar volums amb plànols rectes i corbs. Avui l'obra es troba intervinguda amb diverses modificacions. Dins d'aquesta urbanització, anomenada repartiment, se situen també els següents habitatges: al carrer 12 nº 206, a l'Avinguda Manduley nº 301, al Carrer 3 nº 202, a Anacaona nº 152. En el repartiment Merrimac hi ha els habitatges del Carrer del Mirador, d'Avinguda Brooks i del Carrer Rosell. Odoardo treballa també en obres situades al Centre Històric i en els repartiments de Fomento, Terrazas, Veguita de Gala i Santa Bárbara.
Durant la dècada dels 50 la urbanització Vista Alegre mostra una tendència de creixement. L'ampliació de Vista Alegre és planificada i executada per Ermina Odoardo i Ricardo Eguilior a mitjan anys 50. En una de les seves illes s'incorpora, com a nova tipologia residencial, el condomini, que constitueix un ambient urbà singular a la ciutat. En el repartiment, malgrat el seu caràcter eminentment residencial, se situa l'únic edifici públic, el Vista Alegre Tennis Club, actual Cículo Recreativo Orestes Acosta. El club, també dissenyat i construït per Odoardo i Eguilior el 1953, assumeix una expressió formal en correspondència amb postulats moderns. Se situa en una de les illes centrals de l'avinguda principal i constitueix un exemple rellevant de l'arquitectura moderna cubana de mitjan segle xx.
El 1958 la revista "Arquitectura de La Habana" publica Una obra de los arquitectos Ermina Odoardo y Ricardo Equilior, on es destaca la modernitat i funcionalitat de les seves propostes, la seva adequació a les condicions climàtiques; tots ells aspectes que formen part de les discussions d'una època que defineix el caràcter modern de l'arquitectura cubana.
El treball d'Odoardo evidencia la seva dedicació i labor creativa per conferir a cada obra la seva pròpia personalitat. Hi assaja solucions formals, funcionals i estructurals que expressen inquietuds personals amb relació a la tecnologia, els efectes plàstics i la integració de valors universals del Moviment Modern amb elements locals.

## Obres
Entre les obres més rellevants es troben:
- "Compañia de Ron Bacardí".[3]
- "Vista Alegre Tennis Club".
- "Supermercado de Ferreiro".